# Consolation-Maisonnettes
Consolation-Maisonnettes är en kommun i departementet Doubs i regionen Bourgogne-Franche-Comté i östra Frankrike. Kommunen ligger i kantonen Pierrefontaine-les-Varans som tillhör arrondissementet Pontarlier. År 2022 hade Consolation-Maisonnettes 24 invånare.

## Befolkningsutveckling
Antalet invånare i kommunen Consolation-Maisonnettes
Referens:INSEE

## Galleri

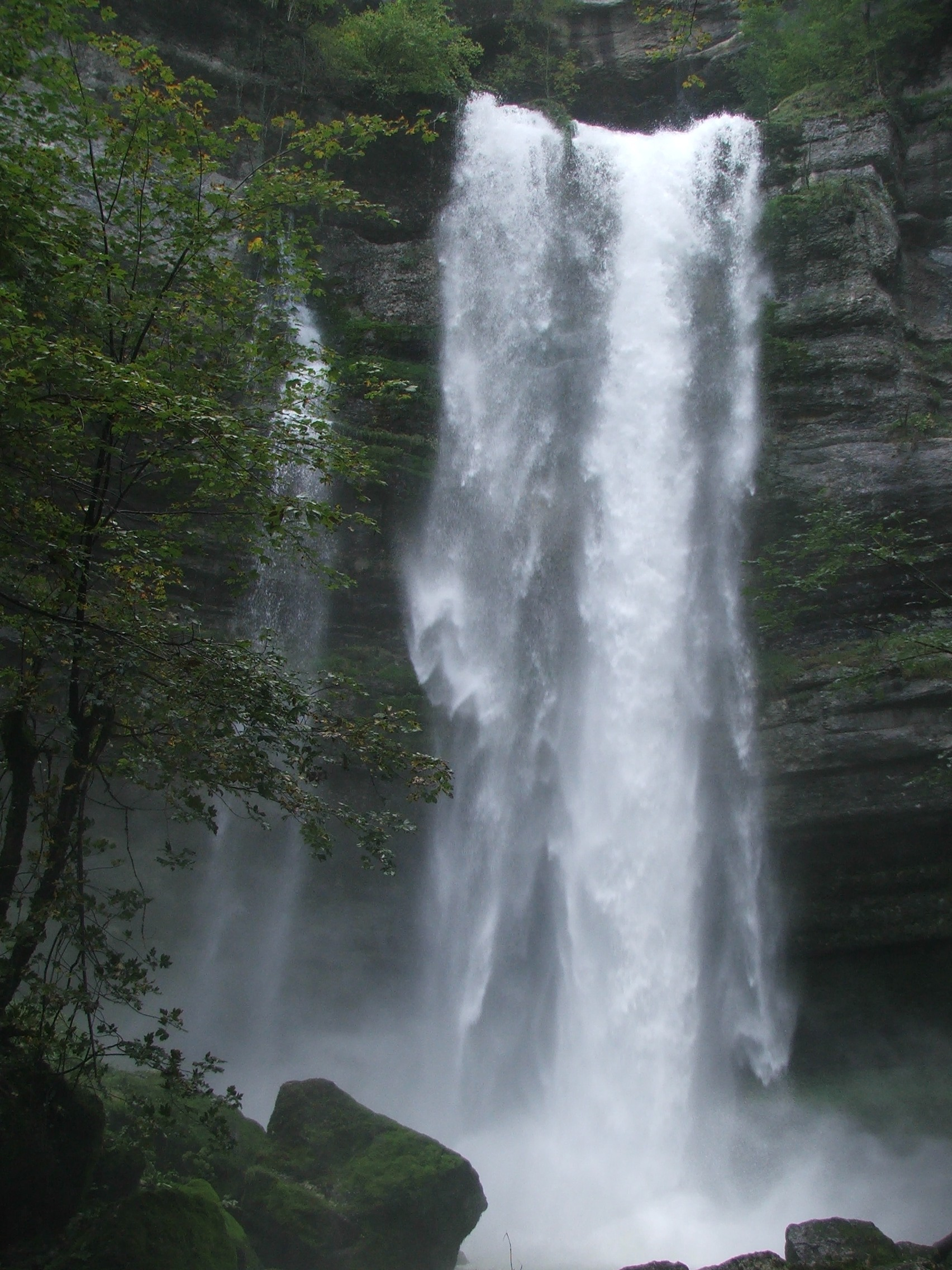
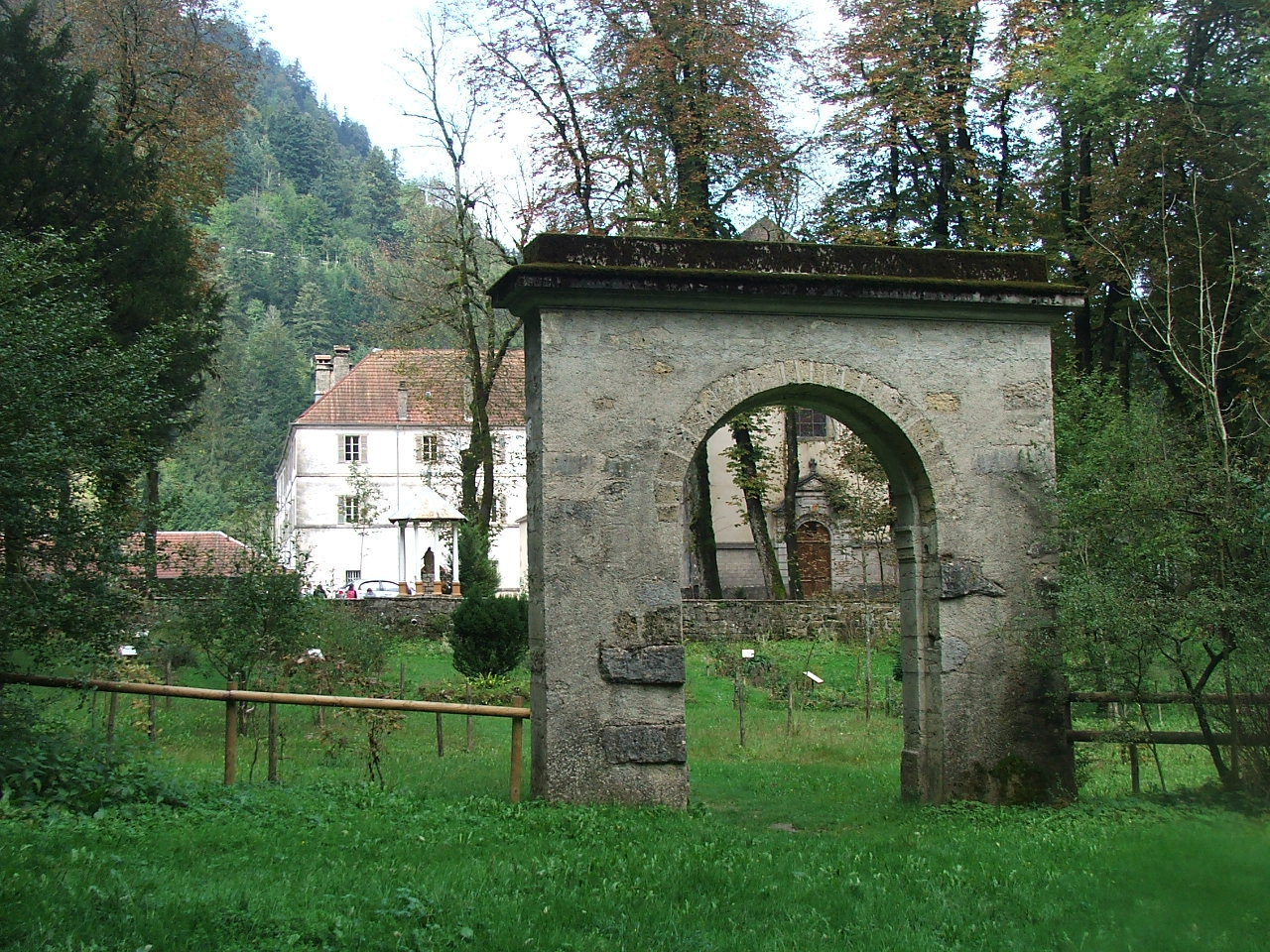
Gamla kyrkogården Notre-Dame i Consolation